# Международный симпозиум современного искусства Бирючий
Международный симпозиум современного искусства Бирючий — Biruchiy contemporary art project — украинская инициатива начала 21 века, в области современного и актуального искусства, заявляет о Запорожской области как о территории искусства, символизируя культурный бренд Запорожской области, выполняя международное взаимодействие, привлекая ведущие культурные институты. Проходит «Бирючий» ежегодно в сентябре. Собираются художники, работающие в разных жанрах современного искусства. Среди приглашенных — классики современного искусства и талантливая молодежь. Общественная организация «Союз исследователей современного искусства» — учредитель симпозиума.

## Концепция
«Человек должен снова спуститься к животным, растениям, природе и подняться к ангелам и духам и вступить с ними в контакт». Йозеф Бойс. Исполняя завет Папы Бойса, художники приезжают на «Бирючий». «Бирючий» — эксперимент. Уникально не только место, полоска суши, с одной стороны омываемый лиманом, с другой — Азовским морем, уникальна попытка погрузить современных художников, обитателей городов, в природную среду.

## 1-й Международный симпозиум современного искусства «Бирючий 6» — «Ландшафт для героя»
Симпозиум Бирючий 6 был открыт выставкой участников в Выставочном зале Запорожского отделения НСХУ. В симпозиуме приняли участие музыкант Олег Скрипка (Киев), музыканты команды «Fotomoto» (Запорожье), конный театр «Войско Запорожское низовое». Итоги двух недель симпозиума увидели гости на выставке острова Бирючий, база отдыха «Золотой берег», издан каталог, дизайн Владимира Гулича и Василия Антонюка.

### Концепция
Еще недавно люди были связаны с природой тесными симбиотическими связями. Подчеркивая первоисточник человека, его жизни, творчества, художники стремились соединить снова, подчеркнуть, методами искусства, что связь с природой есть и она важна для самосознания человека. Некое сообщество художников оказывается на острове. Вот способ проверить, что для них природа: естественная среда обитания или просто симулятор, компьютерная игра. Какая реальность — правда? Какая — плод воображения? Это эксперимент — стоит вернуться к природе, чтобы выйти за пределы своего «я», чтобы вернуться к себе другим.
По сути, художник всегда на острове — на острове собственных представлений. Усугубляется это условное «одиночество» отношением к contemporary art на Украине, оторванной от мирового искусства. Причин много, и даже опуская рассуждения о них, смело можно сказать, что Украина — это «Ландшафт для героя». По мнению Владимира Гулича, а он знает о чем говорит, каждому, кто занимается современным искусством на Украине — можно дать звание Героя.

### Участники
Сергей Братков (Москва), Виктор Покиданец (Киев), Василий Антонюк (Харьков), Глеб Вышеславский (Киев), Владимир Яковец (Черкасы), Владимир Бродецкий (Тель-Авив), Руслан Тремба (Ужгород), Тарас Завирюха (Николаев), Иван Небесник (Ужгород), Всеволод Медведев (Запорожье), Геннадий Никитин (Запорожье), Михаил Ходанич (Ужгород), Наталья Шевченко (Ужгород), Рустам Мирзоев (Николаев), Андрей Чепурко (Николаев), Владимир Гулич (Запорожье), Наталья Полунина (Турин, Италия), Евгений Компанейченко (Запорожье), Инна Боброва (Николаев), Юля Мирзоева (Николаев), Яков Булавицкий (Николаев), Владимир Бородин (Запорожье).

## 2-й Международный симпозиум современного искусства «Бирючий 7» — «Happy E»[1]
Открытие симпозиума прошло в зале Торгово-промышленной палаты Запорожья выставкой работ участников. Закрытие традиционно на острове Бирючий, Федотова коса, б\о «Золотой берег» Запорожская область
Издан каталог, дизайн Владимир Гулич

### Концепция
Главным постулатом хиппи была полная гармония с окружающим миром. Они считали, что все, что дал нам этот мир, стоит ценить. отсюда и терпимость к расовым различиям, стремление воспринимать человека таким какой он есть, со всеми его достоинствами и недостатками, одним словом толерантно. Удивительная система ценностей субкультуры хиппи позволяла смотреть а этот мир, как на общий дом, в котором есть все что надо и это все всегда в достатке. Только стоит посмотреть по другому вокруг.
Хиппи всеми действиями декларировали то, что мы должны найти ту часть себя которую утратили, ту которая объединяет человека и природу.
Это невинное отношение к миру, которое ведет к будущему полному чудес. Именно в этом были отчаянно убеждены дети цветов, превратившие смысл своего существования в реализацию самых смелых мечтаний и идей.
Возвращаясь к сегодняшнему дню, наш мир не кажется такими беззаботным как раньше: жестокая действительность победила хиппи и вряд ли в ближайшее время столь огромное количество людей сможет жить так идеалистично. Но если присмотреться, эстетика хиппи присутствует в современной жизни. Мироощущение, идеалистические взгляды, которые породили её забыты. Теперь это мода. Мода в музыке, искусстве, дизайне.
Художники, приглашенные в этом году на Бирючий 007 впитали в себя эстетику хиппи не понаслышке. Это фанатики своего дела, настоящие сумасшедшие, готовые к самым радикальным поступкам в искусстве.

### Участники
Алексей Маркитан (Николаев), Андрей Стогний (Харьков), Вадим Харабарук (Ужгород), Василий Антонюк (Харьков), Владимир Бродецкий (Тель Авив), Владимир Гулич (Запорожье), Вика Бегальская (Москва), Виктор Покиданец (Киев), Евгений Компанейченко (Запорожье), Елена Полященко (Харьков), Максим Мамсиков (Киев), Наталья Шевченко (Ужгород), Наталья Филоненко (Киев), Роберт Саллер (Ужгород), Сергей Дубовец (Ужгород), Санди Бришлер (Париж, Берлин), Сергей Братков (Москва), Татьяна Полященко (Новороссийск), Юлия Гниренко (Москва)

## 3-й Международный симпозиум современного искусства «Бирючий 8» — «Хто ти е?»

### Участники
Сергей Братков (Москва), Виктория Бегальская (Москва), Группа ПГ (Москва), Дмитрий Булныгин (Москва), Рада Иванова (Москва), Рита Новак (Вена-Лондон), Рональд Росс (Швейцария), Виктор Покиданец (Киев), Алексей Маркитан (Николаев), Дмитрий Молдаванов (Николаев), Группа Тотем (Херсон), Андрей Стегура (Ужгород), Марсель Ониско (Ужгород),
Василий Антонюк (Харьков), Настя Лойко (Ялта), Владимир Гулич (Запорожье, Куратор проекта), Группа «Jeton» (Запорожье).
Геннадий Козуб: Пройтись по песку босиком… «Хто ти є?» «Бирючий-008»

## 4-й Международный симпозиум современного искусства «Бирючий» — «Как вариант»[2]
Лабораторные исследования современного искусства на Бирючем, выжили в «Ландшафте для героя», ощутили — «Happy E!», добрались до собственной идентичности — «Хто ти є?».Варианты возможны, и сама жизнь — «Как вариант». Миссия «Бирючего» — приютить на две сентябрьские недели художников, дать возможность художникам — принципиальным индивидуалистам, ощутить радость коллективной работы.

### Участники
Сергей Братков (Москва), Виктория Бегальская (Москва), Дмитрий Булныгин (Москва), Рада Иванова (Москва), Виктор Покиданец (Киев), Арсен Савадов (Киев), Максим Мамсиков (Киев), Игорь Гусев (Киев), Алексей Маркитан (Николаев), Виктор Лавный (Львов), Александр Матвиенко (Львов), Марсель Ониско (Ужгород), Андрей Стегура (Ужгород), Илья Исупов (Киев), Стас Волязловский (Херсон), Александр Широков (Севастополь), Анна Быкова (Ялта), Настя Лойко (Ялта), Владимир Гулич (Запорожье), Группа «Жетон» (Запорожье).
Бирючий-009 или «Как вариант»

## 5-й сезон Международного симпозиума современного искусства «Бирючий 10» — «Новый человек»
«Бирючий 10» — Новый человек. Арт вертеп.

## 6-й сезон Международного симпозиума современного искусства «Бирючий 11»
Выставка / The exhibition ВАРИАЦИИ БИРЮЧИЙ / VARIATIONS BIRUCHIY
живопись, фото, скульптура, видео / painting, photo, sculpture, video
ИНСТИТУТ ПРОБЛЕМ СОВРЕМЕННОГО ИСКУССТВА (Київ, вул. Щорса, 18-д) MODERN ART RESEARCH INSTITUTE (Kyiv, 18-d Shchorsa str.) Апрель 7-24, 2011 April 7-24, 2011
Организаторами выставки выступил Союз Исследователей Современного Искусства (СИСИ), который объединил Геннадия Козуба, Николая Барзиона, меценатов, одних из основателей Бирючего, Владимира Гулича, художника, арт-директора симпозиума современного искусства Бирючий — Biryuchiy contemporary art project, Олега Красносельского, директора галереи Ленин.
Арт — галерея. Вариации Бирючий

## 7-й сезон Международного симпозиума современного искусства «Бирючий 12» — «Четвертое измерение»
Художники разрисовали полуостров Бирючий «под орех»
В Запорожской области закончился 7-й арт-симпозиум «Бирючий»
Украинские художники представят на полуострове Бирючий Четвертое измерение

## 8-й сезон Международного симпозиума современного искусства «Бирючий 13» — «Зона обитаемости»
Восьмой сезон 2-18 сентября 2013 Запорожская область, полуостров Бирючий База отдыха «Золотой берег»
Эта инициатива в области актуального искусства родилась в 2006-м году и за время своего существования объединила более 100 художников. В этом году в рамках БИРЮЧИЙ 013 стартовал экспериментальный проект для молодых участников под названием «Зона обитаемости/ Зона виживання / The Habitable Zone» (кураторы — Наталья Маценко и Сергей Канцедал). В основу его концепции легло понятие, взятое из астрономии и обозначающее область в космосе, где условия благоприятствуют зарождению и развитию новой жизни.

### Участники
Алексей Сай (Киев), Андрей Орлов (Ялта), Андрей Стегура (Ужгород), Анна Быкова (Харьков), Вика Бегальская (Москва), Владимир Гулич (Запорожье), Виктор Покиданец (Николаев), Жанна Кадырова (Киев), Игорь Гусев (Одесса), Илья Исупов (Киев), Максим Мамсиков (Киев), Мария Пасечник (Киев), Марсель Онисько (Ужгород), Ната Трандафир (Одесса), Никита Шаленый (Днепропетровск), Николай Маценко (Киев), Олег Тистол (Киев), Павел Керестей (Лондон, Мюнхен), APL315 (Одесса, Киев), Алексей Золотарев (Киев), Алексей Яловега (Харьков), Аркадий Насонов (Москва), Артем Волокитин (Харьков), арт-группа Sviter (Харьков), Валерия Трубина (Киев), Василий Грубляк (Киев), Виталий Кохан (Харьков), Закентий Горобьев (Киев), Иван Светличный (Харьков), Инара Багирова (Киев), Марта Бережненко (Запорожье), Назар Билык (Киев), Никита Кравцов (Киев), Роман Минин (Харьков), Степан Рябченко (Одесса), Татьяна Малиновская (Харьков), Юрий Ефанов (Киев), Юрий Коваль (Львов), Юрий Пикуль (Киев)
Продолжила работу «лаборатория звука» Biruchiy M SOUND LAB, организованная в прошлом сезоне музыкальным продюсером, диджеем и музыкантом Константином Мишуковым, диджеем и музыкантом DJ Соколов (Киев) В этом году над аудиовизуальной программой симпозиума работали DJ Соколов (Киев), Макет (Киев), DJ Эксперт (Киев), DJ Дербастлер (Киев), SR. SERGE (Нью-Йорк), Anton Lapov (Луганск) и DJ Kaдет (Киев), Tima Kalashnikov (Киев), VJ Nastya Loyko, концерт Айрата Нарышкина(Москва).
Почетными гостями стали: Директор российского офиса Аукционного дома Sotheby’s Ирина Степанова (Москва); эксперт по формированию частных коллекций аукционного дома Sotheby’s Алина Девей (Лондон); арт-критик, заведующий Мультимедийным центром, специалист по международным связям Музея современного искусства Castello di Rivoli Массимо Мелотти (Турин); художник Сергей Братков (Москва), галерист и куратор Татьяна Тумасян (Харьков), арт-дилер Игорь Абрамович (Киев); президент Всеукраинской ассоциации барменов Сергей Кодацкий (Киев).
Традиционно в рамках симпозиума прошли лекции и мастер-классы звезд contemporary art, презентации работ молодых художников, концерты и диджей-сеты.
Авторам самых резонансных работ этого сезона будет предоставлена 2-недельная резиденция на полуострове в 2014 году.
Завершающими событиями симпозиума БИРЮЧИЙ 013 стали:
Выставка на территории полуострова 13-14 сентября
Выставка рамках Коктебель джаз-фестиваля и его нового арт-направления ARTISHOCK Koktebel Art Festival (15 сентября, Дом-музей Максимилиана Волошина).
Contemporary art Kiev 2013 Выставка молодых художников «Зона выживания» кураторы Наталья Маценко и Сергей Канцедал

## 9-й сезон Международного симпозиума современного искусства «Бирючий 14»
Новый сезон стал актуальным проектом 2014 г.

### Участники
Назар Билык (Киев), Сергей Братков (Москва), Артем Волокитин (Харьков), Закентий Горобьев (Киев), Владимир Гулич (Запорожье), Юрий Ефанов (Киев), Илья Исупов (Киев), Жанна Кадырова (Киев), Юрий Коваль (Львов), Виталий Кохан (Харьков), Никита Кравцов (Киев), Антон Лапов (Луганск), Настя Лойко (Запорожье),Татьяна Малиновская (Харьков), Роман Минин (Харьков), Юрий Пикуль (Киев), Виктор Покиданец (Николаев), Алексей Сай (Киев), Андрей Стегура (Ужгород), Алексей Яловега (Харьков), Apl315 (Одесса), арт-группа GAZ (Василий Грубляк, Алексей Золотарев) (Киев), арт-группа Жетон (Антон Лысиков, Евгений Фоменко) (Запорожье).
Valerio Mangy (Италия), Мирослав Вайда (Киев), Анна Гидора (Киев), Ксения Гнилицкая (Киев), Зина Исупова (Киев), Александр Животков (Киев), Андрей Зелинский (Киев), Павел Ковач (Львов), Олекса Манн (Киев), Нина Мурашкина (Киев), Кирилл Проценко (Киев),Ольга Кириченко (Запорожье), Лариса Стадник (Харьков), Олег Устинов (Москва), Дмитрий Федоров (Москва), Алексей Чипигин (Одесса), Юрий Шабельников (Москва), Алина Якубенко (Киев), Ujif_notfound (Киев).